# 1 км (роз'їзд)
1 км — залізничний роз'їзд 5-го класу Одеської дирекції Одеської залізниці на лінії Арциз — Ізмаїл між станціями Арциз (3 км) та Давлет-Агач (12 км). Розташований у середмісті Арциза Болградського району Одеської області.

## Історія
Роз'їзд відкрито 19?? року в складі дільниці Аккерман — Ізмаїл, на одноколійній залізничній лінії для пропуску, схрещення та обгону поїздів.